# Kargoszyn (Ciechanów)
Kargoszyn – północna część miasta Ciechanowa w Polsce, w województwie mazowieckiem, w powiecie ciechanowskim. Rozpościera się w rejonie ulicy Wyspiańskiego.
Kargoszyn stanowi południową część wsi Kargoszyn, włączoną w 1973 roku do Ciechanowa.

## Historia
Kargoszyn należał od reformy gminnej w 1867 roku do gminy Nużewo w powiecie ciechanowskim w guberni płockiej. Od 1919 w woj. warszawskim, gdzie 20 października 1933 utworzył gromadę (sołectwo) w gminie Nużewo.
Po II wojnie światowej należał do gminy Nużewo w powiecie ciechanowskim w województwie warszawskim, stanowiąc jedną z jej 33 gromad. W związku z reformą administracyjną kraju jesienią 1954 wszedł w skład gromady Kargoszyn, a po jej zniesieniu 1 stycznia 1958 – w skład nowo utworzonej gromady Ciechanów. Tam przetrwał do końca 1972 roku, czyli do kolejnej reformy administracyjnej. 1 stycznia 1973 wszedł w skład nowo utworzonej gminy Ciechanów, oprócz południowej części (20,21 ha), którą włączono do Ciechanowa.